# Margot Hedeman

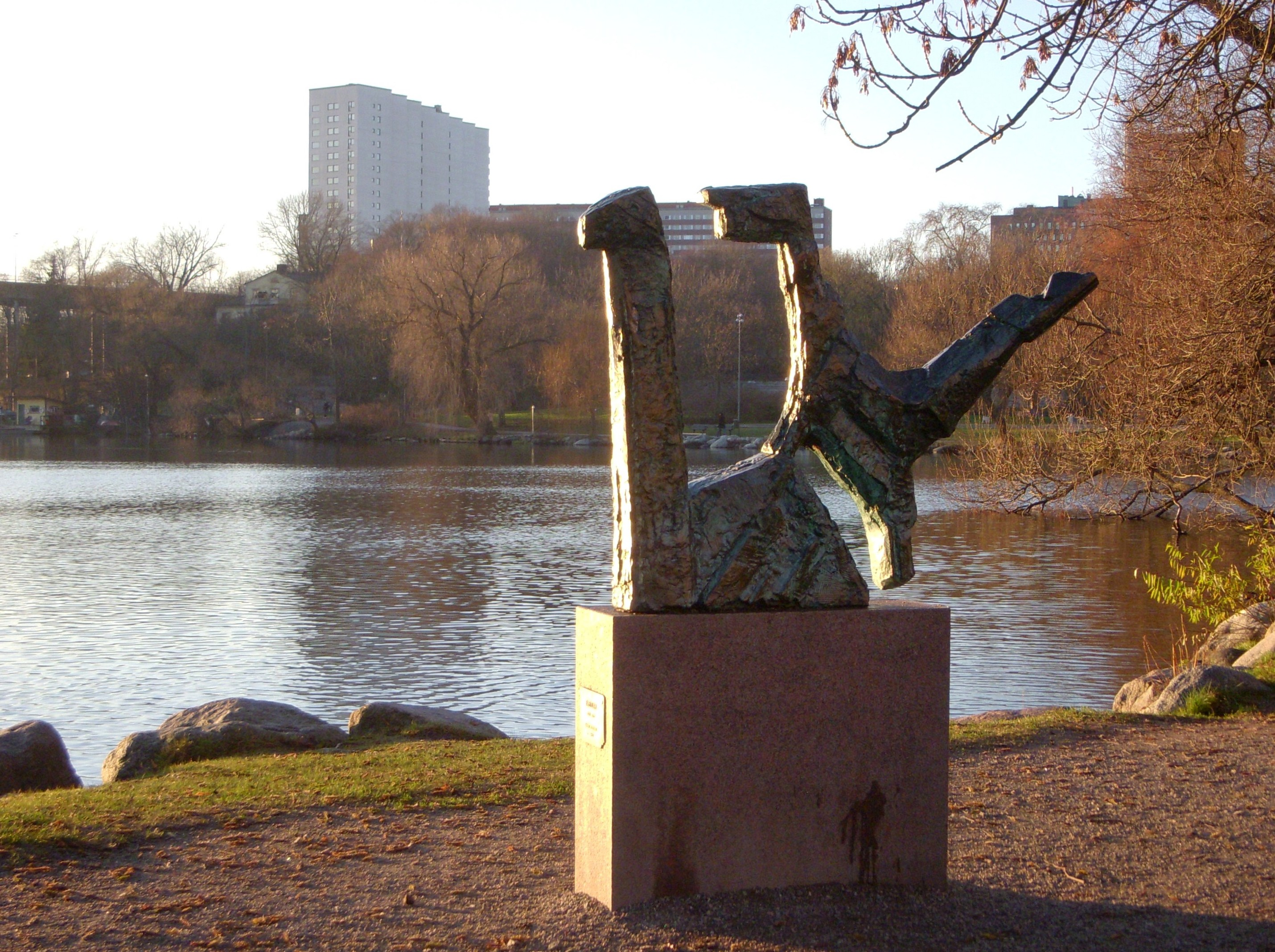
Fabeldjur, vid Norr Mälarstrands strandpromenad i Stockholm, december 2009

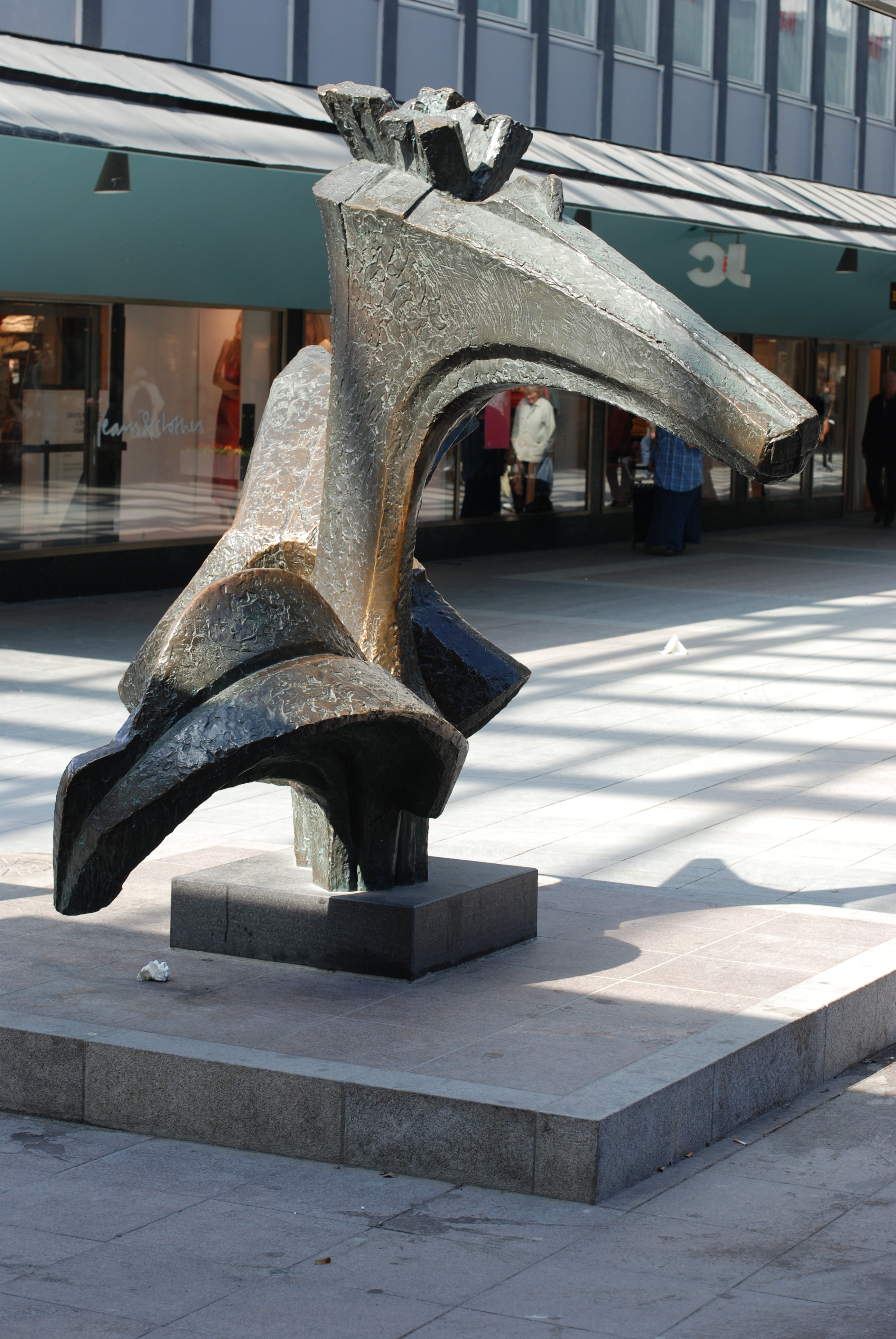
Skulptur i Vällingby Centrum

Margot Hedeman, folkbokförd Margot Irmgard Hedemann, född 4 december 1915 i Hamburg i Tyskland, död 19 oktober 2011 i Vällingby församling i Stockholm, var en svensk skulptör.
Hedman studerade vid Konsthögskolan i Stockholm 1946–1951 och tilldelades Ester Lindahls stipendium 1952–1953, därefter studerade hon en kortare tid i Paris. Hon medverkade i utställningen Ung skulptur på Göteborgs konsthall 1953 och medverkade i Sveriges allmänna konstförenings utställning på Liljevalchs konsthall 1954 med det prisbelönta förslaget Gemensamhetsfältet för minneslunden i Falun hennes sista medverkan vid utställningar var 1992 på Galleri Lucidor. Därefter skapade hon en lång rad skulpturer i offentliga miljöer. Bland hennes offentliga arbeten märks bronsskulpturer för Vällingby centrum, Universitetets gård i Karlstad, Vantörs kyrka, Sjöängsskolans rastgård och en granitfontän i Falköping. 
Hedeman var en tid gift, men skilde sig 1940. Hon är gravsatt i minneslunden på Råcksta begravningsplats.
Hon är representerad bland annat på:
- Malmö museum
- Göteborgs konstmuseum[källa behövs]
- Norrköpings konstmuseum och Sörmlands museum
- Statens Museum for Kunst i Köpenhamn
- Laholms teckningsmuseum
- Gripsholm[5]
- Judiska museet i Stockholm[6]

## Offentliga verk i urval
- Minnesmärke över avlidna i nazistiska koncentrationsläger (1953), granit, Norra begravningsplatsen i Solna
- Fontän i granit (1955), Falköping
- Jesus och människan (1959), brons, vid entrén till Vantörs kyrka i Stockholm
- Gunghästen (1967), brons, för Riksbyggen i Norrköping
- skulptur i brons (1968), i Vällingby centrum
- byst av tonsättaren Hilding Rosenberg, brons, Statens porträttsamling i Gripsholms slott
- Fabeldjur (1975), brons, Norr Mälarstrands strandpromenad i Stockholm
- Solspegel (1979), brons, i Lund